# Западни фронт (Први светски рат)
Западни фронт је представљао најзначајније бојиште током Првог светског рата. Фронт је отворила Немачка инвазијом на Луксембург и Белгију након избијања рата у августу 1914. године, преко којих је планирала да успостави контролу над индустријски значајним регионима у Француској. Брзо напредовање немачких снага драматично се завршило битком на Марни у којој су савезничке снаге однеле победу. Након ове битке и савезничке и немачке трупе су се укопале формирајући линију фронта која се протезала од Северног мора до швајцарске границе. Значајнијих промена положаја није било све до краја рата.
Између 1915. и 1917. године било је неколико великих офанзива дуж фронта. Пешадијским нападима је претходила темељна артиљеријска припрема. Ипак пешадија није могла да постигне значајније успехе против добро укопаног непријатеља, митраљеских гнезда, бодљикаве жице, па су обе стране имале велике губитке у људству.
Како би постигли војну предност и прекинули ћорсокак рововског ратовања над непријатељским снагама обе стране су у борби користиле нове технологије као што су авијација, бојни отрови и тенкови стално их усавршавајући током рата. Али ни употреба нових врста оружја није могла да доведе до одлучујућег успеха.
На овом фронту су се догодиле три значајније битке, које су на обе стране однеле велике људске губитке. Битка код Вердена 1916. године, битка на Соми исте године и битка код Пашендала 1917. године.
До краја рата немачка влада је увидела да су савезничке снаге супериорније због већег демографског и индустријског потенцијала па је исцрпљена Немачка била принуђена да 11. новембра 1918. потпише примирје, а Версајским уговором из 1919. године су одређени услови мира под условима које су током Париске мировне конференције диктирале Француска, Британија и САД.
Војни и цивилни људски губици на Западном фронту су били мало преко 4 милиона живота, највише страдалих су били међу немцима и французима, скоро 3 милиона.
Дуж овог фронта Француска је у наредним годинама изградила Мажино линију, линију бетонских утврђења, тенковских препрека и митраљеских гнезда, дужином границе са Немачком и Италијом како би у будућности могли да компензују бројчану слабост у односу на непријатеља. 